# 大規模開発
大規模開発（だいきぼかいはつ）とは、公共の便を伴うよう広大な敷地を改変して社会活動施設を建設設置する開発行為。

## 概要
日本においては公共事業などで行われる社会資本整備や社会基盤施設の建設や副都心整備、など数多く行われてきた。
都市、市街地では、複数の用途の都市施設（住宅、商業、サービス業、公益施設、公園等）を計画的に配置、開発した事業のこと。このような場合、開発業も公的機関を含め複数の事業主が計画に携わる場合がほとんどである。